# Ferwerderadiel
Ferwerderadiel (en idioma frisón y oficialmente desde 1999; Ferwerderadeel en neerlandés) es un antiguo municipio de la provincia de Frisia en los Países Bajos. En 2014 tenía una población de 8.790 habitantes.

## Geografía
Ubicado en el norte de la provincia, con 10 km de costa al mar de Frisia o mar de Wadden, tenía una superficie de 133,18 km², de los que 35,53 km² corresponden a la superficie ocupada por el agua.
El municipio contaba con doce núcleos de población (aldeas) denominados desde 1999 exclusivamente por sus nombres en frisón. 

## Historia
Desapareció el 1 de enero de 2019 al fusionarse con los municipios de Dongeradeel y Kollumerland en Nieuwkruisland para crear el nuevo municipio de Noardeast-Fryslân.

## Galería

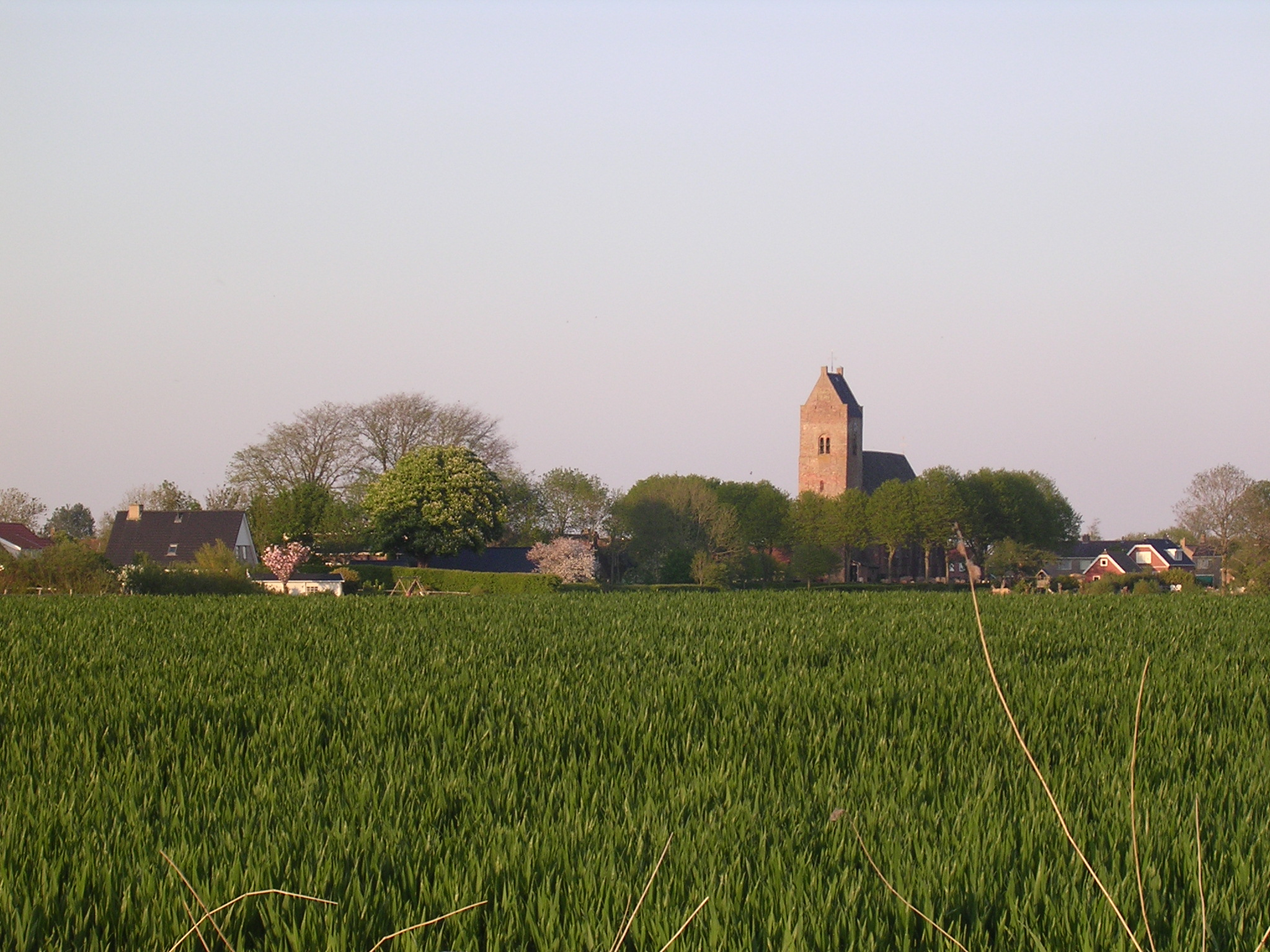
Blija
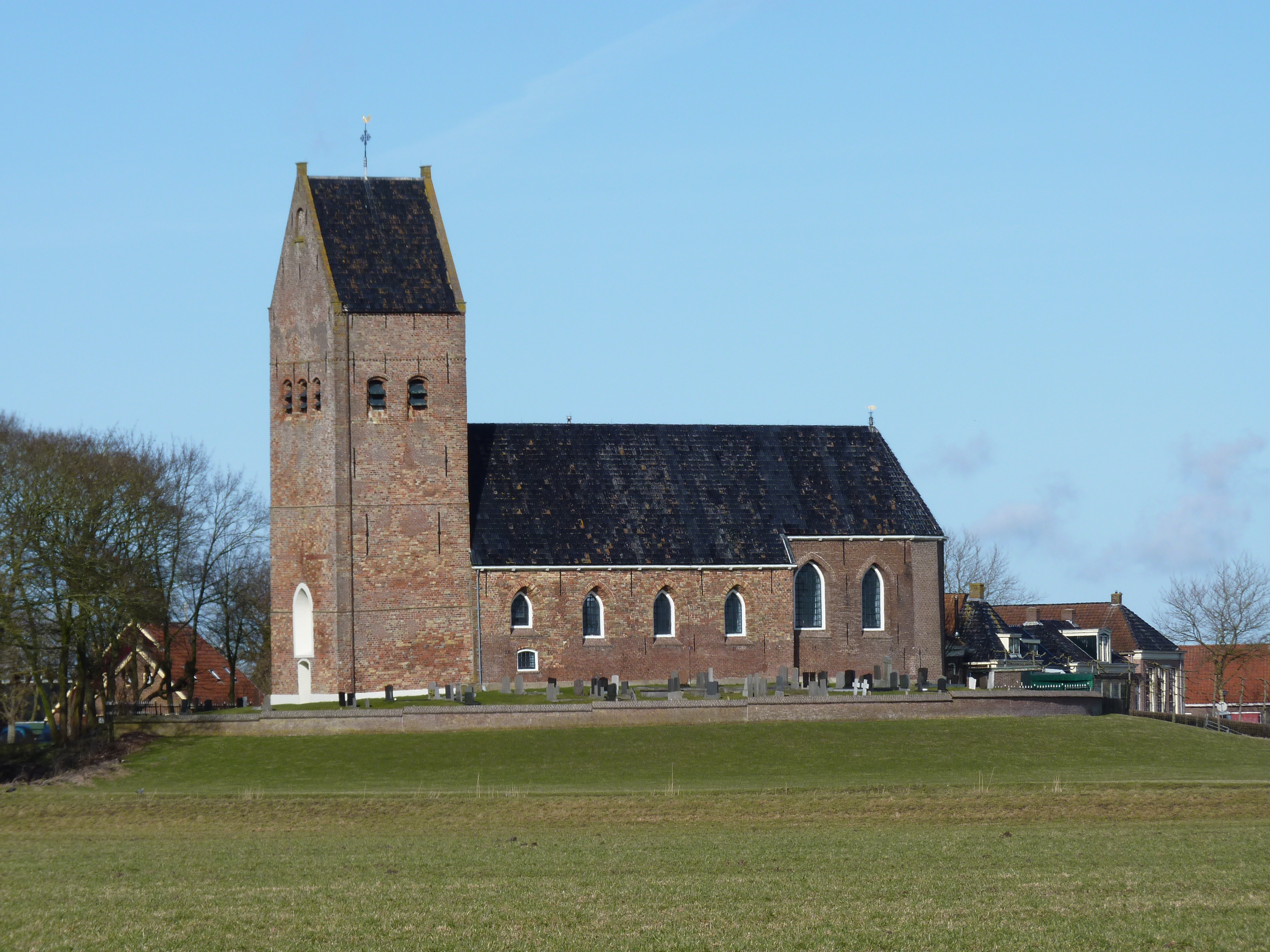
Iglesia de San Pedro en Wânswert.
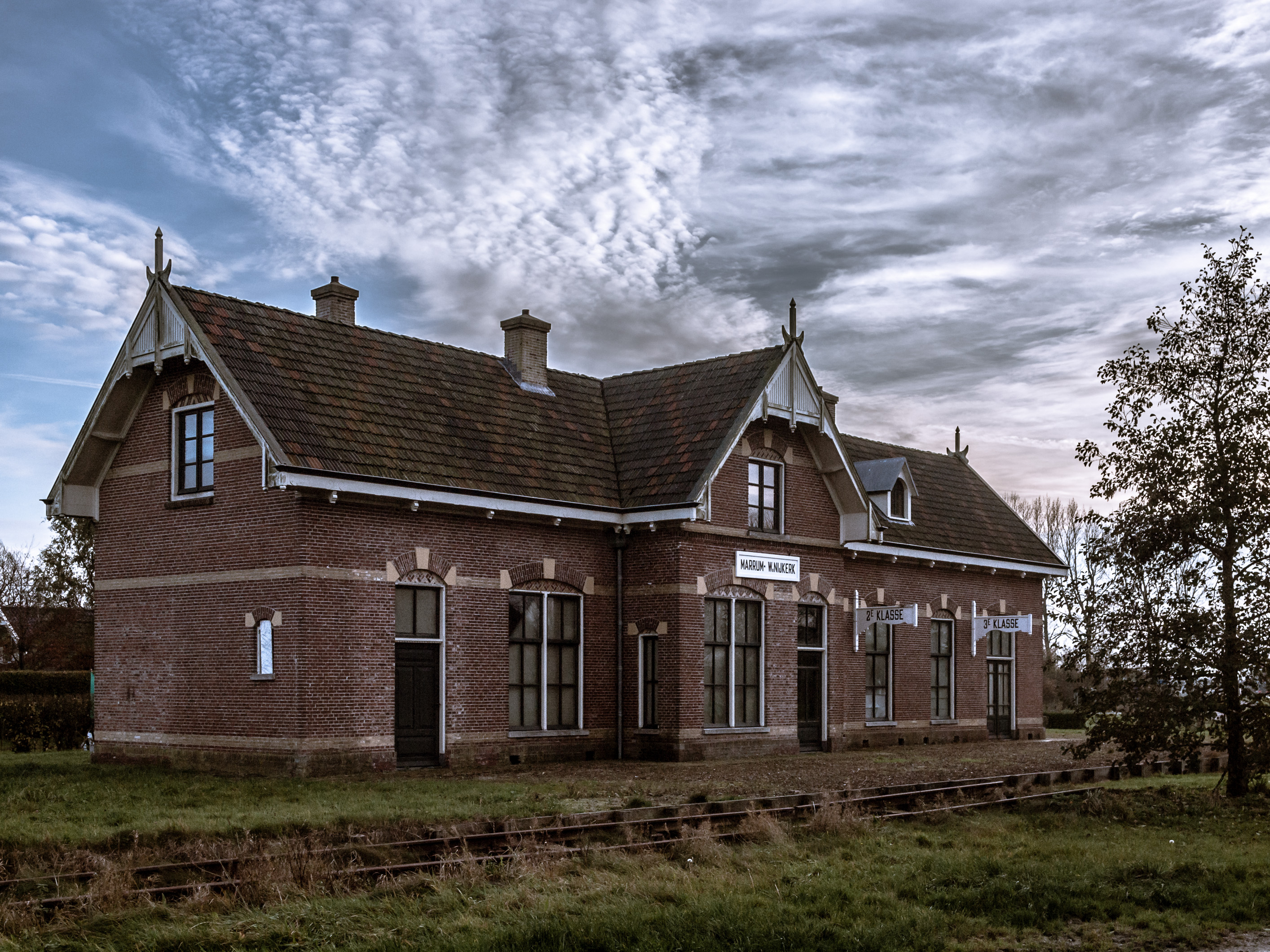
Antigua estación de ferrocarril de Marrun, cerrada en 1940.
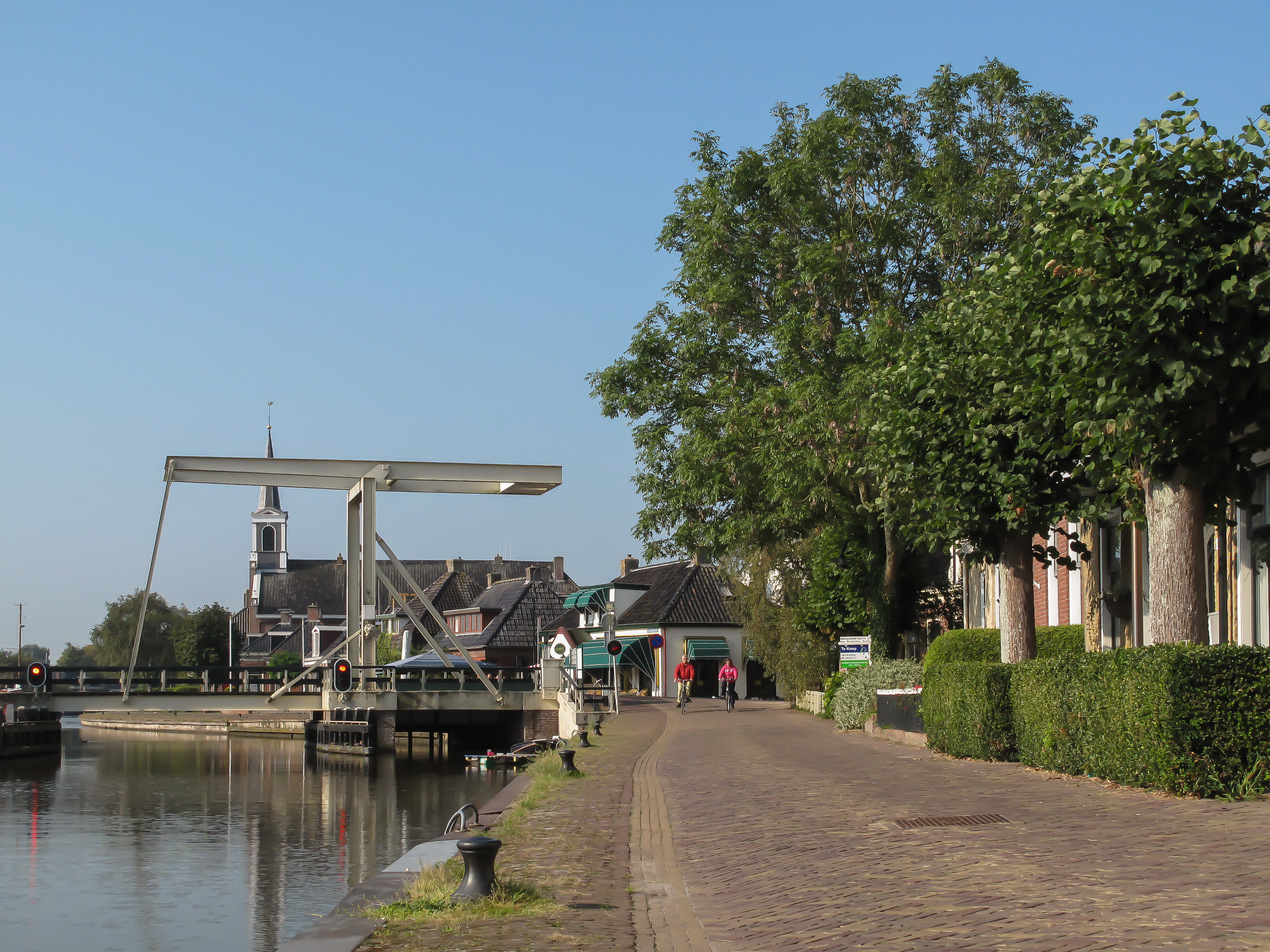
El puente giratorio con la iglesia en Birdaard